# Alattyán
Alattyán är en ort i Ungern.   Den ligger i provinsen Jász-Nagykun-Szolnok, i den centrala delen av landet, 80 km öster om huvudstaden Budapest. Alattyán ligger 89 meter över havet och antalet invånare är 2 004.
Terrängen runt Alattyán är mycket platt. Runt Alattyán är det ganska glesbefolkat, med 47 invånare per kvadratkilometer. Närmaste större samhälle är Jászberény, 12,4 km nordväst om Alattyán. Trakten runt Alattyán består till största delen av jordbruksmark.